# Jan Frederik van Erven Dorens
Jan Frederik van Erven Dorens (Amsterdam, 31 juli 1904 – Figanières, 10 oktober 1994) was een Nederlands architect.
Hij trouwde in 1930 te Amsterdam met Marguerite Henriette Scherhag. Samen kregen ze twee zonen en een dochter: Robbie, Jan-Willem en Marguérite. Als architect ontwierp hij in de Larense bouwstijl, waaronder zijn eigen villa die in 1937 door het gezin werd betrokken. Zijn ontwerpen betroffen vooral grote landhuizen, waarmee hij vóór de Tweede Wereldoorlog een fortuin verdiende. Van Erven Dorens bezat op zijn 20e een Bugatti en kocht in 1938 een Lagonda LG Drop Head Coupé. Bij het uitbreken van de oorlog verborg hij de Lagonda, maar kort na de bevrijding werd de auto door de Binnenlandse Strijdkrachten in beslag genomen om te dienen als vervoermiddel voor prins Bernard en veldmaarschalk Montgomery.

## Werk

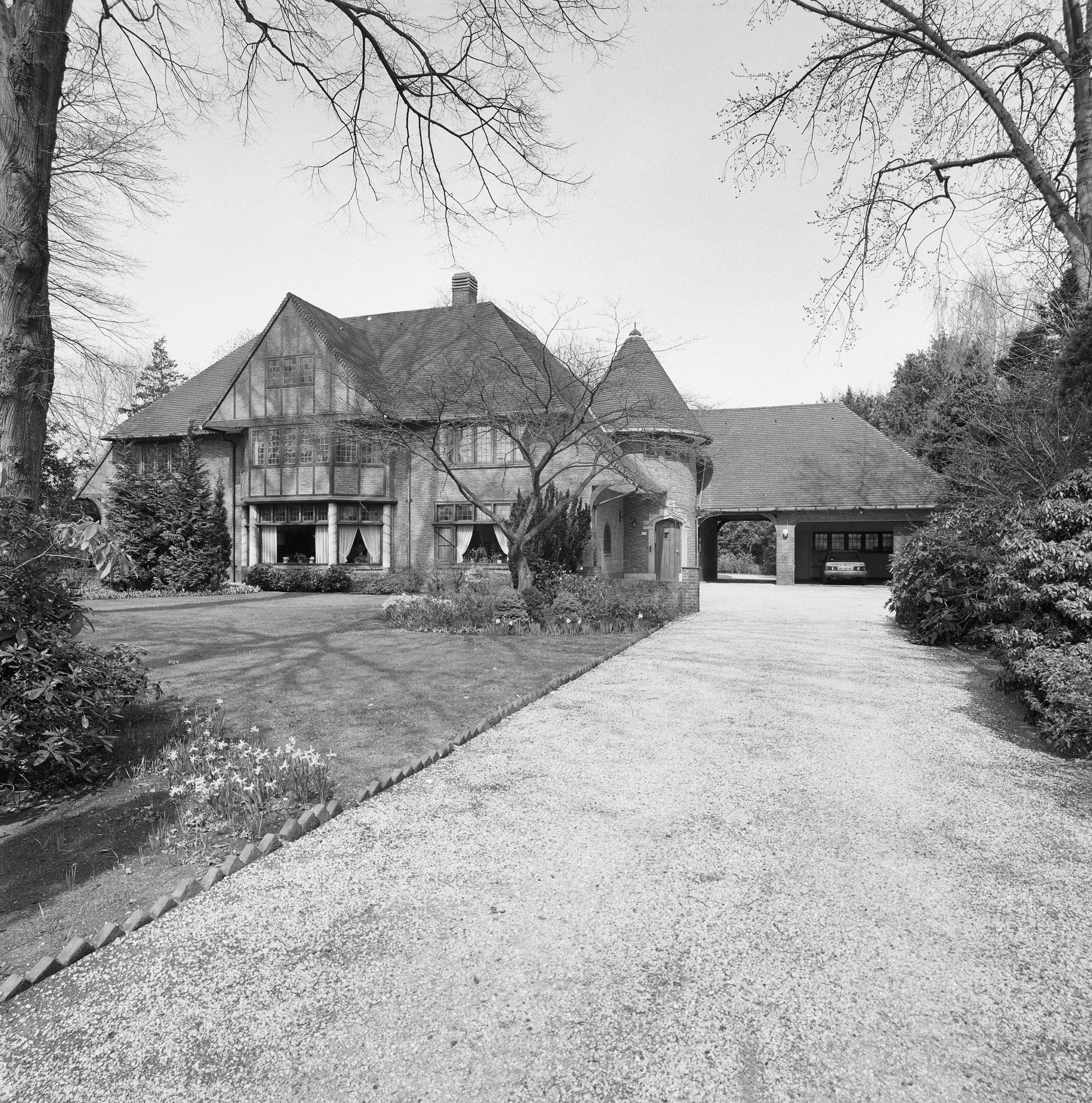
Bredaseweg 321, Tilburg

Tot zijn bouwwerken behoren onder meer:
- Van Beeverlaan 15 Laren, zijn eigen woning.

- Villa “De 27 Sparren” aan de Hart Nibbriglaan.
- een houten landhuis aan de Vredelaan 16.
- 46 woningen rond de Jagersweg in Laren.
- de villa op het landgoed “Arendshorst” in Aerdenhout.
- enkele woningen aan de Eeuwigelaan te Bergen.
- villa aan de Bredaseweg 321 in Tilburg.[5], sinds 2002 een rijksmonument. [6]
- Landgoed 't Hoghe Hout te Oostvoorne.[7]

## Varia
- Hij was in zijn vrije tijd golfer. Daarnaast was hij lid van de Larense toneelvereniging “De Papegaai”, waarvoor hij de decors ontwierp.[1]

- Van Erven Dorens is de grootvader van televisiepresentator Beau van Erven Dorens en architect Jan van Erven Dorens.[8]
- Het Van Erven Dorenspark in Laren werd naar hem vernoemd.[1]
- Robin van Erven Dorens maakte in 2003 de film Lagonda over de auto van zijn grootvader.[9]